# Tweede Kamerverkiezingen 1986/Kandidatenlijst/Partij Algemeen Belang
Dit is de kandidatenlijst voor de Tweede Kamerverkiezingen 1986 van de Partij Algemeen Belang. De partij deed mee in vijftien van de negentien kieskringen.

## De lijst
1. Jan Simons - 1.436 stemmen
2. R.M. Brockhus - 67
3. S.R. Ross - 30
4. K.H. de Werd - 34
5. J.N. van den Berg-Brand - 29
6. G. Wagenaar - 49
7. H.G.A.M. Zeelen-Aussems - 22
8. H.M. van Essen-Janssen - 25
9. P.C.T.M. Visser - 28
10. C.B. Schoffelmeyer - 10
11. J.F.M. Versteeg - 15
12. P.R.B. Haex - 15
13. J. Keur - 13
14. J. van Deutekom - 21
15. F.M. van Diemen - 12
16. J. Oosterink - 7
17. H. de Jong - 47
18. L.F.A. Baartmans - 15
19. E.W.M. van Ooijen - 25
20. H.J. König - 228

PvdA · CDA · VVD · D66 · PSP · SGP · CPN · PPR · RPF · GPV · EVP · AR'85 · Centrumdemocraten · Federatieve Groenen · VCN · Centrumpartij · PGI · SP · Partij voor Ambtenaren en Trendvolgers · Lijst 19 (kieskring 9) · God Met Ons · Partij voor de Middengroepen · Loesje · Humanistische Partij · SAP · Partij Algemeen Belang · Lijst 27